# 沢井正延
沢井 正延（さわい まさのぶ）は、日本の俳優、声優。

## 略歴
1960年代に劇団ひまわりへ入団して子役として活動し、後に東宝に所属。大学進学後は安部公房スタジオで舞台俳優として活動した。
1988年には『小さな沼の物語 ベニイトトンボの詩』で監督を務めるなどディレクターとしても活動している。

## 出演

### テレビドラマ
- デイトで踊ろう（不明、NET）
- ダイヤル110番 第333回（1964年、NTV）
- 徳川家康（1964年、NET）- 竹千代
- 貰いッ子（1964年、NET）
- 四季に花咲く（1965年、NHK）
- ちょっと奥さま（1965年～66年、CX）
- 特別機動捜査隊「最後の犯人を追え」（1966年、NET）
- 春の目玉（1967年、NHK）
- 純愛シリーズ（1967年、NTV）
- 桃太郎侍（1967年、NTV）
- ゼロファイター（1969年、CX）
- 恋愛術入門（1970年、TBS）
- 妻は霧のなかで（1980年、CX）
- 御宿かわせみ（1980年、NHK）
- 土曜ドラマ（NHK）
  - 横浜物語（1982年） - 坂井良吉
- 午後の旅立ち（1981年、ANB）
- 玉ねぎむいたら… 第11回（1981年、TBS）- 成川の助手
- 私はタフな女（1981年、NTV）
- 君は海を見たか（1982年、CX）

### 映画
- 悪太郎（1963年）
- 若い東京の屋根の下（1963年）- 桑野達夫
- あこがれ（1966年）
- 若い娘がいっぱい（1966年）- 依田春雄
- 藤圭子・わが歌のある限り（1971年）
- 戦争を知らない子供たち（1973年）- 森川博
- 狼の紋章（1973年）- 大賀
- 放課後（1973年）- 青木勉
- 月光仮面 THE MOON MASK RIDER（1981年）
- 海峡（1982年）

### テレビアニメ
1968年
- わんぱく探偵団（少年）

1969年
- アタックNo.1

1973年
- 科学忍者隊ガッチャマン（アリ王子）

1979年
- ベルサイユのばら（アルトア伯）

1985年
- CAT'S EYE

### 吹き替え

#### 担当俳優
- ジェレミー・ブレット
  - 戦争と平和（ニコラス・ロストフ）※テレビ朝日版
  - マイ・フェア・レディ（フレディ）※TBS版・BD収録[3]

#### 映画
- 王様と私（王子）※東京12ch版
- 黒ばら（マームード〈ロバート・ブレイク〉）
- サタデー・ナイト・フィーバー ※テレビ朝日版
- サンフランシスコ大空港（デービー）
- 終着駅（ポール〈リチャード・ベイマー〉）※テレビ朝日版
- 大魔境突破（少年）
- 手錠のまゝの脱獄（ビリー）
- 遥かなる国から来た男（ミシェル）[4]
- ロミオとジュリエット ※テレビ朝日版
- わんぱく戦争（ルブラック）※フジテレビ版

#### テレビドラマ
- アフリカ大牧場（サムソン〈ジェラルド・エドワード〉）[5]
- おんぼろ車のドナおばさん（アレックス〈ホーギー・デイビース〉）[6]
- ワイオミングの兄弟（フェニモア・モンロー）

#### テレビ番組
- ディズニーランド

#### アニメ
- 怪獣王ターガン（ケーン）

### 舞台
- 水中都市（1977年）- 花屋
- S・カルマ氏の犯罪（1978年）- 調査部員、見張り
- イメージの展覧会

### レコード
- ビクター ミュージックブック『バットマン ダイヤモンド強奪計画』（1966年）- ロビン

## 監督
- 小さな沼の物語 ベニイトトンボの詩（1988年）